# Oxacis bernadettei
Oxacis bernadettei is een keversoort uit de familie schijnboktorren (Oedemeridae). De wetenschappelijke naam van de soort is voor het eerst geldig gepubliceerd in 1963 door Arnett.